# Суворовка (Переволоцький район)
Суво́ровка (рос. Суворовка) — село у складі Переволоцького району Оренбурзької області, Росія.

## Населення
Населення — 96 осіб (2010; 124 у 2002).
Національний склад (станом на 2002 рік):
- росіяни — 70 %